# Armstrong Siddeley Cheetah
Armstrong Siddeley Cheetah byl letecký motor vyvinutý firmou Armstrong Siddeley Motors Ltd. na základě předchozích konstrukcí Lynx a Panther, sériová výroba byla zahájena v r. 1935. Byl to vzduchem chlazený hvězdicový sedmiválec o maximálním výkonu 275 až 475 hp (podle verze).
Motory Cheetah mj. poháněly letouny Airspeed AS.6 Envoy, Airspeed Oxford, Avro 626 a Avro Anson. Celkem bylo vyrobeno více než 40 tisíc motorů Cheetah.

## Technická data

### Armstrong Siddeley Cheetah IX
- Typ: čtyřdobý zážehový vzduchem chlazený hvězdicový letecký sedmiválec vybavený jednostupňovým jednorychlostním odstředivým kompresorem, s přímým náhonem levotočivé vrtule
- Vrtání válce: 5,25 in (133,35 mm)
- Zdvih pístu: 5,50 in (139,7 mm)
- Plocha pístů: 977 cm²
- Zdvihový objem motoru: 833,43 cu.in. (13 657 cm³)
- Kompresní poměr: 6,35
- Průměr motoru: 1209 mm
- Rozvod: OHV (řízený vačkovým kotoučem), dvouventilový (s jedním sacím a jedním výfukovým ventilem na válec)
- Mazání: tlakové oběžné, se suchou klikovou skříní
- Předepsané palivo: letecký benzín s o.č. 87 (britská norma DTD 230)
- Hmotnost suchého motoru (tj. bez provozních náplní): 288 kg
- Výkony:
  - vzletový: 340 hp (253,5 kW) při 2100 ot/min
  - maximální: 360 hp (268,5 kW) při 2425 ot/min ve výšce 2225 m